# Conistra eriophora
Conistra eriophora är en fjärilsart som beskrevs av Rudolf Püngeler 1901. Conistra eriophora ingår i släktet Conistra och familjen nattflyn. Inga underarter finns listade i Catalogue of Life.